# Polypedilum watsoni
Polypedilum watsoni är en tvåvingeart som beskrevs av Freeman 1961. Polypedilum watsoni ingår i släktet Polypedilum och familjen fjädermyggor. Inga underarter finns listade i Catalogue of Life.